# Infrardeči cirus
Infrardeči cirusi so vlaknate strukture, vidne v infrardeči svetlobi. Prvi jih je zaznal Infrardeči astronomski observatorij. So oblika molekularnih oblakov.